# Bill Cassidy (homme politique)
Pour les articles homonymes, voir Bill Cassidy et William Cassidy.
William Morgan Cassidy, dit Bill Cassidy, né le 28 septembre 1957 à Highland Park (Illinois), est un médecin et homme politique américain. Membre du Parti républicain, il est élu de Louisiane au Congrès des États-Unis depuis 2009, d'abord à la Chambre des représentants, puis au Sénat à partir de 2015.

## Biographie

### Origines et carrière professionnelle
Bill Cassidy est né à Highland Park, Illinois, l'un des quatre fils d'Elizabeth et de James F. Cassidy, et est d'origine irlandaise et galloise.
Docteur en médecine, originaire de l'Illinois, Bill Cassidy dirige une clinique près de Baton Rouge depuis 1998.

### Débuts en politique
Bill Cassidy est élu au Sénat de Louisiane en 2006, à l'occasion d'une élection partielle qu'il remporte avec 58,1 % des voix. Il est réélu l'année suivante avec plus de trois quarts des suffrages.
En 2008, Cassidy  se présente à la Chambre des représentants des États-Unis dans le 6e district de Louisiane, dans la banlieue de Baton Rouge. Dans cette circonscription remportée par George W. Bush avec 59 % des voix en 2004, il affronte le démocrate sortant Don Cazayoux, élu lors d'une élection partielle quelques mois plus tôt. Cassidy remporte l'élection avec 48,1 % des suffrages et environ 8 points d'avance sur Cazayoux, qui est handicapé par la candidature d'un démocrate indépendant, Michael Jackson, qui réunit 12 % des voix. Il est facilement réélu en 2010 (65,6 %) et 2008 (79,4 %).

### Sénateur des États-Unis
Lors des élections de 2014, Bill Cassidy se présente au Sénat fédéral face à la démocrate Mary Landrieu, élue depuis 18 ans. Il fait campagne contre l'Obamacare et attaque la sortante en l'associant au président Obama, impopulaire en Louisiane,. Lors de la primaire (non partisane), il rassemble 41 % des voix, devancé de justesse par Mary Landrieu (42 %). Le troisième homme du scrutin, le candidat du Tea Party Rob Maness, réunit 14 % des suffrages et apporte son soutien à Cassidy après la primaire. Face aux chances limitées de victoire de leur candidate et après la perte du Sénat, les démocrates cessent de financer la campagne de Landrieu,. Cassidy est élu sénateur de Louisiane le 6 décembre 2014 avec 56 % des suffrages. Il prend ses fonctions le 3 janvier 2015.
Candidat à un deuxième mandat de sénateur lors des élections de 2020, Cassidy est réélu avec environ 60 % des voix dès le premier tour.
Bill Cassidy est un des sept sénateurs républicains qui votent avec les 50 sénateurs démocrates pour la condamnation de Donald Trump lors du second procès en destitution de ce dernier devant le Sénat, qui se termine par l'acquittement de l'ex-président, prononcé le 13 février 2021 par le Sénat, la majorité des deux tiers n'ayant pas été atteinte. Les sept sénateurs républicains qui votent pour la condamnation sont : Susan Collins (Maine), Lisa Murkowski (Alaska), Mitt Romney (Utah), Ben Sasse (Nebraska), Pat Toomey (Pennsylvanie), Richard Burr (Caroline du Nord) et Bill Cassidy (Louisiane). Après l'acquittement, la présidente de la Chambre des représentants des États-Unis Nancy Pelosi déclare : « Je salue les sénateurs républicains qui ont voté selon leur conscience et pour notre pays. Le refus des autres sénateurs républicains de tenir Trump pour responsable d'avoir déclenché une violente insurrection pour s'accrocher au pouvoir sera considéré comme l'un des jours les plus sombres et des actes les plus déshonorants de l'histoire de notre nation ».
Il est candidat à sa réélection en 2026 mais son vote pour incriminer Trump ainsi que des opinions divergentes font que des candidats MAGA souhaitent le concurrencer à la primaire républicaine.

### Articles annexes
- Liste des représentants des États-Unis pour la Louisiane
- Liste des sénateurs des États-Unis pour la Louisiane